# Drudenhaus
Albums de Anorexia Nervosa
Sodomizing the Archedangel
(1999) New Obscurantis Order
(2001)
Drudenhaus est le deuxième album studio du groupe de black metal symphonique français Anorexia Nervosa. L'album est sorti en 2000 sous le label Osmose Productions.
L'album marque un certain changement de style dans la musique du groupe, en particulier par rapport à leur album studio Exile. En effet, le rythme y est globalement beaucoup plus rapide et violent.
Le titre Divine White Light Of A Cumming Decadence figurait déjà sur la liste des titres de leur EP Sodomizing the Archedangel, sorti l'année précédente.

## Liste des morceaux
| No | Titre                                     | Durée |
| -- | ----------------------------------------- | ----- |
| 1. | A Doleful Night In Thelema                | 4:57  |
| 2. | The Drudenhaus Anthem                     | 5:13  |
| 3. | God Bless The Hustler                     | 4:35  |
| 4. | Enter The Church Of Fornication           | 5:33  |
| 5. | Tragedia Dekadencia                       | 6:30  |
| 6. | Divine White Light Of A Cumming Decadence | 4:32  |
| 7. | Dirge & Requiem For My Sister Whore       | 4:17  |
| 8. | Das Ist Zum Erschiessen Schön             | 5:00  |
| 9. | The Red Archromance                       | 5:59  |